# Doho (Girimarto)
Doho is een bestuurslaag in het regentschap Wonogiri van de provincie Midden-Java, Indonesië. Doho telt 2009 inwoners (volkstelling 2010).